# Akcja Demokracja
Akcja Demokracja – utworzona w 2015 polska organizacja pozarządowa tworząca ruch społeczny zajmujący się prowadzeniem kampanii w różnych sprawach dotyczących życia społecznego. Działania prowadzi m.in. za pomocą kampanii billboardowych i demonstracji. Organizowała m.in. protesty ws. CETA i protesty przeciw zmianom w Sądzie Najwyższym wprowadzanym w 2017 roku i w 2018 roku.